# Mujeres de instintos perversos
Mujeres de instintos perversos. La justicia militar franquista contra las mujeres de Albacete (1939-1948) es un libro español escrito en 2024 por María de los Llanos Pérez Gómez. La publicación aborda la actuación de la justicia militar franquista contra las mujeres en la provincia de Albacete desde una perspectiva de género.

## Historia
La autora, María de los Llanos Pérez Gómez, es investigadora del Seminario de Estudios de Franquismo y Transición (SEFT), doctora en Historia contemporánea por la Universidad de Castilla-La Mancha y docente en  la Facultad de Educación de Albacete. El libro es fruto de su tesis doctoral que, con el título “Mujeres de instintos perversos. Represaliadas por los tribunales militares franquistas en la provincia de Albacete (1939-1948)”, realizó en el marco del proyecto de investigación La violencia política en Castilla-La Mancha durante la Guerra Civil y la dictadura franquista, 1936-1946: del terror de la cárcel, que contó con la financiación por la Junta de Comunidades de Castilla-La Mancha.
El libro muestra cómo las mujeres, aunque no haya sido tan visible como en el caso de los hombres, también fueron objetivo de la justicia militar franquista. Además de contabilizarlas, analiza cómo esta represión tuvo objetivos específicos: juzgarlas tanto por su politización como por transgredir los límites de género impuestos a las mujeres por el Franquismo.
Según los datos de la profesora, extraídos de los archivos de Albacete, el General Militar de Guadalajara, en el Archivo General e Histórico de Defensa y en el General de la Administración, fueron 1.182 las albaceteñas víctimas de la represión franquista en los primeros años de la dictadura.